# Уилсонвилл (Орегон)
Уилсонвилл (англ. Wilsonville) — город в  в юго-западной части округа Клакамас (преимущественно), а северная часть города частично заходит в округ Вашингтон в штате Орегон в Соединённых Штатах Америки.
Согласно данным переписи населения США 2020 года число жителей города 
составляло 26 664 человека, что, для такого небольшого населённого пункта, существенно больше (+ 36.7%), чем было во время предыдущей переписи, проводившейся в 2010 году (19 509 человек).

## История
Альфонсо Бун, внук Даниэля Буна, поселился в этих места в 1846 году и основал паромную переправу Бун-Ферри через реку Уилламетт в 1847 году. Паром дал начало сообществу Бунс-Ландинг, которое в конечном итоге превратилось в современный Уилсонвилл. Паром Бунс был выведен из эксплуатации после открытия автомобильного моста в 1954 году.

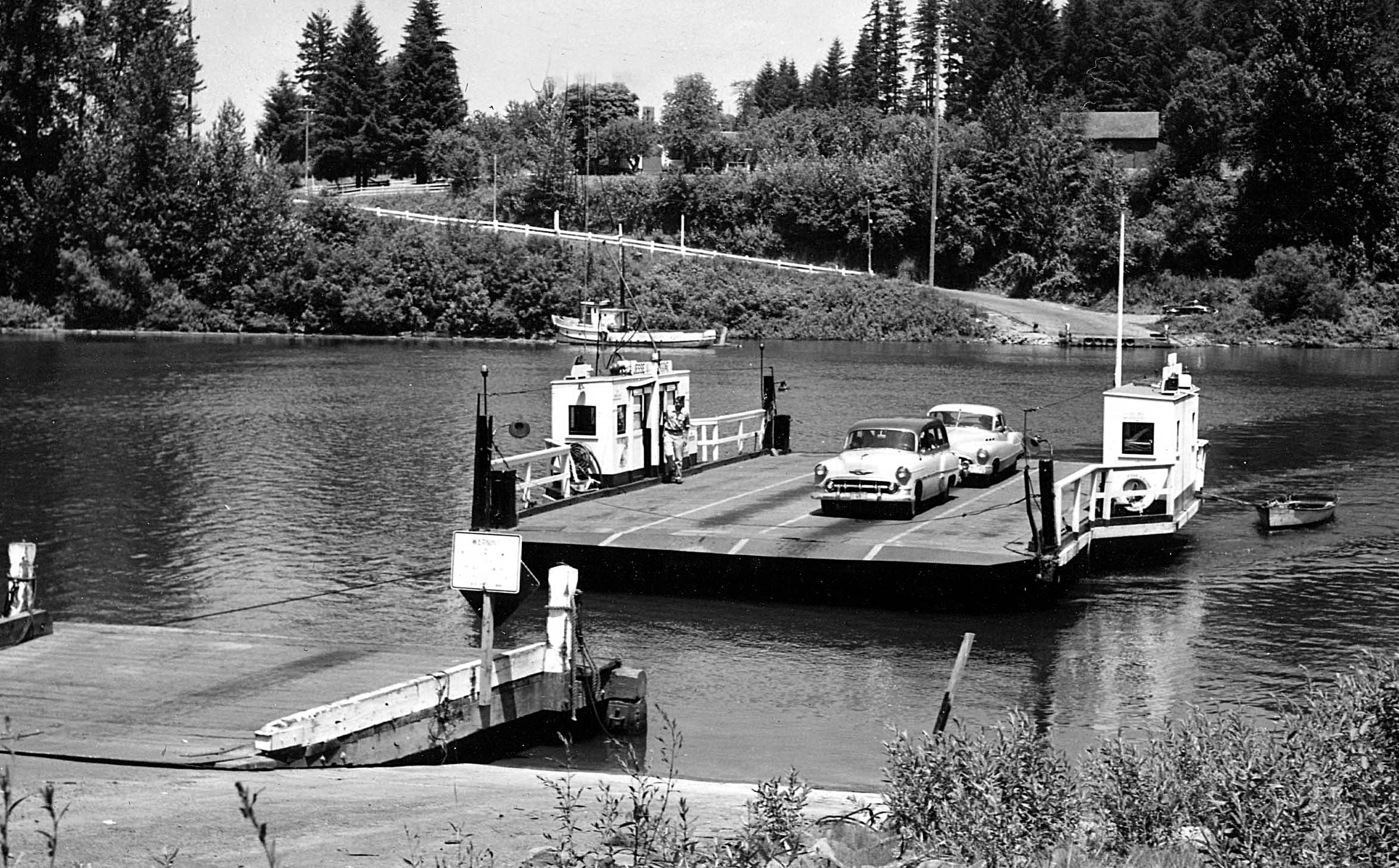
Бун-Ферри 28 июня 1954 года; за 2 дня до закрытия

Название Wilsonville поселение получило 3 июня 1880 года, в честь первого почтмейстера сообщества Чарльза Уилсона (англ. Charles Wilson). В том же году в однокомнатном здании здесь была открыта первая школа, Wilsonville Grade School.
К 1890 году железная дорога достигла Уилсонвилла, что способствовало развитию промышленности и вскоре община имела собственное депо, несколько отелей, салун, таверну, банк и несколько других коммерческих учреждений.
Уилсонвилл был включен реестр штата в качестве города 10 октября 1968 года с населением около тысячи человек.
В 1982 году начала работу публичная библиотека, а в следующем году была открыта новая мэрия, заменив трейлер, который служил мэрией ранее.

## География
Уилсонвилл расположен на южной окраине агломерации Портленда, на высоте 154 футов (47 метров) над уровнем моря.

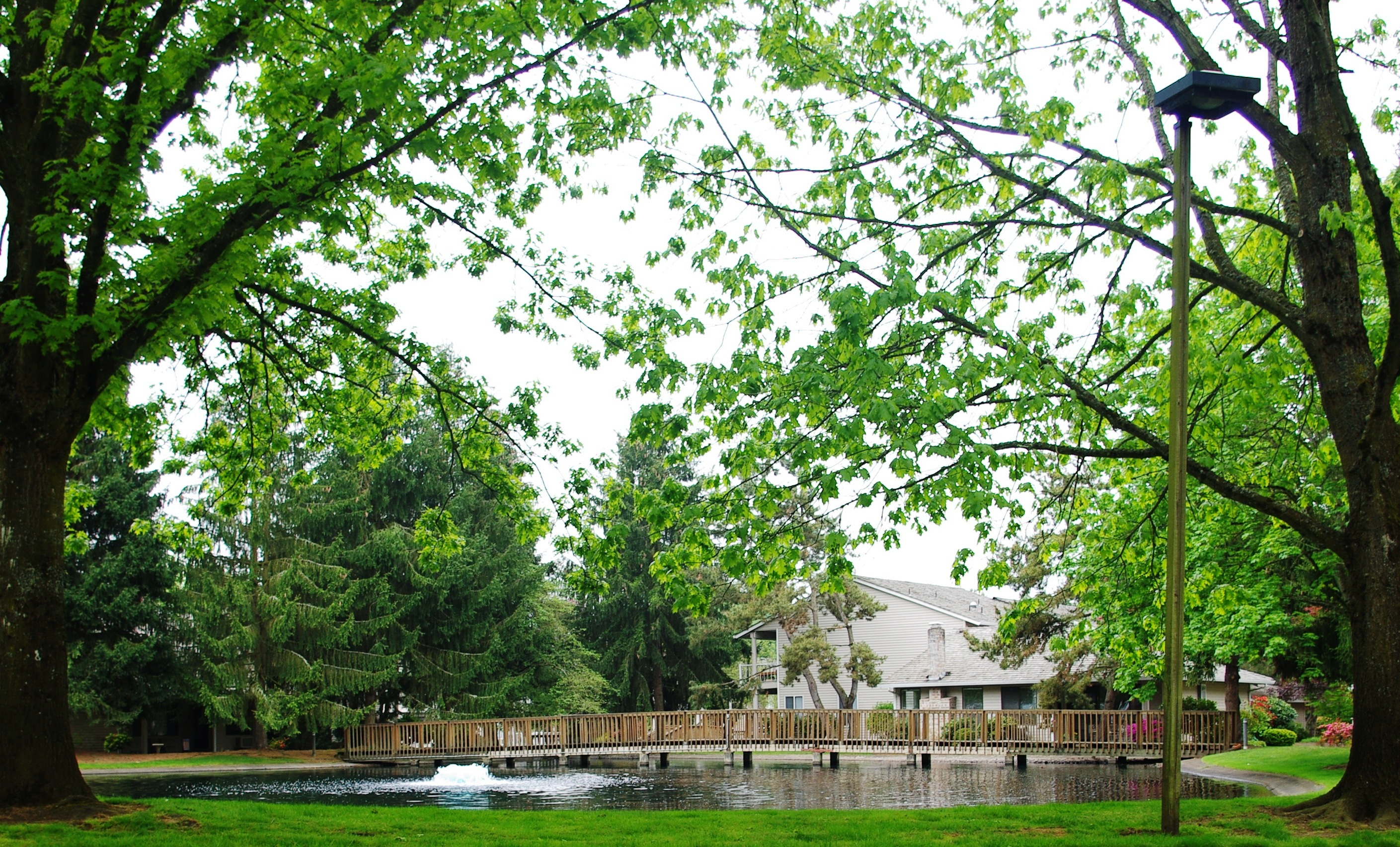
Уилсонвиллский пейзаж

Город построен на северной стороне реки Уилламетт, вокруг того места, где предприниматель Альфонс Бун основал паромную переправу.
Соседние города — Туалатин на севере, Шервуд на северо-западе, Ньюберг (округ Ямхилл) в 14 милях к западу, Канби и Орора на юго-востоке.
Согласно данным Бюро переписи населения США, общая площадь города составляет 7,42 квадратных мили (19,22 км2), из которых 7,21 квадратных мили (18,67 км2) — это суша, а 0,21 квадратных миль (0,54 км2) приходится на водную поверхность.